# Furios și iute: Tokyo Drift
Furios și iute: Tokyo Drift (original: The Fast and the Furious: Tokyo Drift) este un film american de acțiune din 2006, legat de curse ilegale de mașini, regizat de Justin Lin și scris de Chris Morgan. Filmul, oferǎ personaje noi, și este filmat în Tokyo, cu pǎrți in Los Angeles. Din seria originalǎ face parte din film doar Vin Diesel cu rolul sǎu Dominic Toretto, apărând la sfârșitul filmului intr-un 1970 Plymouth Roadrunner. Este al 3-lea film din seria The Fast and the Furious, filmul prezentând ce se intâmplǎ dupǎ evenimentele din Fast & Furious 6.

## Sinopsis
Pentru a evita pedeapsa cu închisoarea, un pasionat al curselor de mașini e trimis să trăiască în Tokyo, la tatăl său. Dar, și aici, el e prins în capcanele lumii curselor ilegale de mașini, iar de data asta e posibil să-l coste mai mult decât libertatea.
Sean Boswell (Lucas Black) este pasionat de cursele ilegale de mașini, dar acest hobby al său îi pune în pericol libertatea. Pentru a evita ca fiul său să ajungă în spatele gratiilor, mama lui Sean decide să își trimită fiul în Japonia, unde se afla tatăl său. Însă, nici pe tărâmurile nipone rebelul Sean nu se potolește, mai ales că nimerește exact acolo unde trebuie.
Deși are dificultăți în a se adapta obiceiurilor locului și codului onoarei, el este la un pas să-și vadă împlinit visul. Însă, evident că povestea se complică, atunci când în peisaj apare o femeie, căci Sean face greșeala de a se îndrăgosti de iubita altcuiva. Pentru scenele de stradă din Los Angeles au făcut figurație 600 de asiatici. Tot ca picanterie, pentru realizarea acestui film au fost distruse peste 100 de mașini. Pelicula, a treia din seria "Furios și iute", care poate fi considerată cireașa de pe tort, a primit nominalizări la Teen Choice și la World Stunt Awards.

### Lista originala de piese din film
| Nr. | Titlu                                  | Performer(s)       | Lungime |  |
| 1.  | „Tokyo Drift (Fast & Furious)”         | Teriyaki Boyz      | 4:15    |  |
| 2.  | „Six Days” (Remix) (featuring Mos Def) | DJ Shadow          | 3:52    |  |
| 3.  | „The Barracuda”                        | The 5.6.7.8's      | 2:28    |  |
| 4.  | „Restless”                             | Evil Nine          | 4:54    |  |
| 5.  | „Round Round”                          | Far East Movement  | 3:20    |  |
| 6.  | „She Wants to Move” (DFA Remix)        | N.E.R.D.           | 3:34    |  |
| 7.  | „Cho Large” (featuring Pharrell)       | Teriyaki Boyz      | 5:14    |  |
| 8.  | „Resound” (without intro)              | Dragon Ash         | 4:45    |  |
| 9.  | „Speed”                                | Atari Teenage Riot | 2:50    |  |
| 10. | „Bandoleros” (featuring Tego Calderón) | Don Omar           | 3:18    |  |
| 11. | „Conteo”                               | Don Omar           | 2:23    |  |
| 12. | „Mustang Nismo” (featuring Slash)      | Brian Tyler        | 2:25    |  |